# Emperor's Return
Emperor's Return è il primo EP del gruppo heavy metal svizzero Celtic Frost, pubblicato il 15 agosto 1985.
Si tratta della prima registrazione con il nuovo batterista Reed St. Mark, che rimarrà nella band fino al 1988 registrando To Mega Therion e Into the Pandemonium. Fu pubblicato anche in un'edizione limitata a 500 copie in picture disc, mentre negli Stati Uniti uscì su Metal Blade/Enigma. In Canada fu pubblicato da Banzai Records con l'omissione delle tracce 2 e 3 e con una copertina censurata. Nel 1999 tutte le tracce dell'EP sono state incluse come bonus track nella ristampa di Morbid Tales nei loro mix originali.

## Tracce
1. Circle of the Tyrants – 4:27
2. Dethroned Emperor – 4:38
3. Morbid Tales – 3:29
4. Visual Aggression – 4:11
5. Suicidal Winds – 4:36

## Formazione
- Tom Gabriel Fischer - chitarra, voce
- Martin Eric Ain - basso
- Reed St. Mark - batteria (tracce 1, 4 e 5)
- Stephen Priestly - batteria (tracce 2 e 3)

### Crediti[3]
- Thomas Süsstrunk - ingegneria del suono
- Horst Müller - ingegneria del suono